# Varanus
Varanus is het enige moderne geslacht uit de familie van de varanen (Varanidae). De wetenschappelijke naam werd in 1820 voorgesteld door Blasius Merrem.
Alle huidige soorten behoren tot het geslacht Varanus; uitgestorven soorten worden tot andere geslachten gerekend.

## Soorten
Onderstaand een soortenlijst met eventuele Nederlandstalige namen.
- Varanus acanthurus – Stekelstaartvaraan
- Varanus albigularis – Witkeelvaraan
- Varanus auffenbergi
- Varanus baritji
- Varanus beccarii
- Varanus bengalensis – Bengaalse varaan
- Varanus bitatawa
- Varanus boehmei
- Varanus bogerti
- Varanus brevicauda
- Varanus bushi
- Varanus caerulivirens
- Varanus caudolineatus – Streepstaartvaraan
- Varanus cerambonensis
- Varanus cumingi
- Varanus doreanus
- Varanus dumerilii – Dumérils varaan
- Varanus eremius – Grottenvaraan
- Varanus exanthematicus – Steppevaraan
- Varanus finschi
- Varanus flavescens
- Varanus giganteus – Reuzenvaraan
- Varanus gilleni – Gillens varaan
- Varanus glauerti
- Varanus glebopalmi
- Varanus gouldii – Goulds varaan
- Varanus griseus – Woestijnvaraan
- Varanus hamersleyensis
- Varanus indicus – Pacifische varaan
- Varanus jobiensis
- Varanus juxtindicus
- Varanus keithhornei
- Varanus kingorum
- Varanus komodoensis – Komodovaraan
- Varanus kordensis
- Varanus lirungensis
- Varanus mabitang
- Varanus macraei
- Varanus marmoratus
- Varanus melinus
- Varanus mertensi – Mertens watervaraan
- Varanus mitchelli – Mitchells watervaraan
- Varanus nebulosus
- Varanus niloticus – Nijlvaraan
- Varanus nuchalis
- Varanus obor
- Varanus olivaceus – Grays varaan
- Varanus ornatus
- Varanus palawanensis
- Varanus panoptes - Argusvaraan
- Varanus pilbarensis
- Varanus prasinus – Smaragdvaraan
- Varanus primordius
- † Varanus priscus (Megalania)
- Varanus rainerguentheri
- Varanus rasmussensi
- Varanus reisingeri
- Varanus rosenbergi
- Varanus rudicollis – Ruwnekvaraan
- Varanus salvadorii – Papoeaanse varaan
- Varanus salvator – Indische varaan of Watervaraan
- Varanus scalaris
- Varanus semiremex – Roodkopvaraan
- Varanus similis
- Varanus spenceri – Spencers varaan
- Varanus spinulosus
- Varanus storri
- Varanus telenesetes
- Varanus timorensis – Timorese varaan
- Varanus togianus
- Varanus tristis – Treurvaraan
- Varanus varius – Bonte varaan
- Varanus yemenensis
- Varanus yuwonoi
- Varanus zugorum